# Lilienthal-Gymnasium (Berlin-Lichterfelde)
Das Lilienthal-Gymnasium ist ein Gymnasium im Süden Berlins mit Schwerpunkt Kommunikation und Medien. Es liegt im Ortsteil Lichterfelde (Bezirk Steglitz-Zehlendorf) an der Ringstraße 2–3 und umfasst die Klassen 7–12.
Die Gründung der Schule geht zurück auf die Errichtung der Villenkolonie Lichterfelde. Mit dem raschen Zuzug der wohlhabenden Bevölkerung wuchs auch der Bedarf an höheren Schulen. 1896 wurde die Realschule zu Groß-Lichterfelde als reine Jungenschule gegründet. Später wurde die Schule zu einer Oberrealschule aufgestockt. Ab 1930 trug sie den Namen Hindenburg-Oberrealschule. Seit 1938 ist der Flugpionier Otto Lilienthal ihr Namensgeber. Den Zweiten Weltkrieg überstand das Schulgebäude ohne größere Beschädigungen. Ab 1951 wurden im Rahmen der Koedukation in Deutschland auch Mädchen aufgenommen. 1985 wurde der Erweiterungsbau der Schule fertiggestellt.
Im Schuljahr 2017/2018 wurden rund 700 Schüler von 74 Lehrern unterrichtet.

## Namensgeber

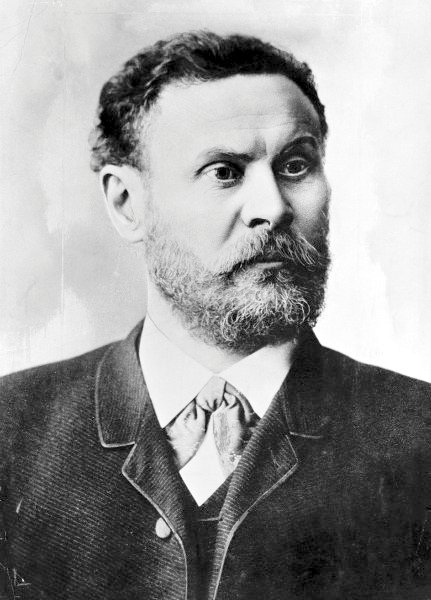
Otto Lilienthal

Der Namensgeber der Schule ist seit 1938 der deutsche Luftfahrtpionier Otto Lilienthal (1848–1896). Zuvor wurden an der Schule seit der Machtübernahme der Nationalsozialisten und der damit beginnenden Aufrüstung bereits Luftfahrtlehrgänge durchgeführt. Die Luftfahrt war fester Bestandteil des Schulprogramms, zuerst wurden die entsprechenden Fächer als zusätzliche, freiwillige Fächer angeboten. Später waren sie verpflichtender Bestandteil des Unterrichts. Obwohl Otto Lilienthal in Lichterfelde wirkte und wohnte und sich auch der künstlich aufgeschüttete Fliegeberg, von dem Lilienthal seine Flugversuche unternahm, nur wenige Kilometer von der Schule entfernt befindet, besteht keinerlei Verbindung zwischen ihm und der Schule. Die Schule, die zuvor einen anderen Namen trug, wurde nur kurz nach seinem Tod eröffnet. Lilienthals Sohn Fritz Hans Lilienthal gehörte zu den ersten Schülern der Schule. Nach dem Zweiten Weltkrieg verlor der Namensgeber für die Schule zunehmend an Bedeutung. Unterricht zum Thema Luft- und Raumfahrt wird an der Schule inzwischen nicht mehr erteilt. Das Leitbild der Schule orientiert sich allerdings an Zitaten von Otto Lilienthal.
Neben dem Lilienthal-Gymnasium in Berlin-Lichterfelde existieren noch sechs weitere Schulen mit diesem Namensgeber:
- das Lilienthal-Gymnasium in Anklam, dem Geburtsort von Otto Lilienthal
- die Otto-Lilienthal-Schule in Rostock
- die Otto-Lilienthal-Schule in Fürth
- die Otto-Lilienthal-Schule in Köln
- die Lilienthal-Grundschule in Rhinow
- die Grundschule Otto Lilienthal in Merseburg

## Geschichte

### Planungen
Im Jahr 1865 erwarb der Unternehmer Johann Anton Wilhelm von Carstenn die bei Berlin gelegenen Güter Lichterfelde und Giesensdorf, mit dem Ziel dort eine Villenkolonie für das gehobene Bürgertum entstehen zu lassen. Die Dörfer Lichterfelde und Giesensdorf existierten seit 1877 als Einheitsgemeinde. Sowohl in Lichterfelde als auch in Giesensdorf bestanden Dorfschulen. Diese befanden sich allerdings in einem schlechten baulichen Zustand und wurden den Ansprüchen der neuen Bewohner nicht gerecht. Der Anfang wurde mit der von Adelheid Kramer im Jahr 1872 gegründeten Krahmerschen höheren Mädchenschule (dem heutigen Goethe-Gymnasium) gemacht. Diese Schule unterrichtete bis zur Gründung des Gymnasiums auch einige wenige Jungen.
Nachdem die 1881 gegründete höhere Knabenschule zu einem Gymnasium (Schiller-Gymnasium) aufgerüstet wurde, benötigte die stetig wachsende Gemeinde Groß-Lichterfelde eine weitere höhere Schule. Nach langen Verhandlungen über Ort und Art der Schule, wurde am 3. November 1894 vom Gemeindevorstand sowie von der Schul- und Baukommission beschlossen, der Gemeindevertretung den Bau einer Realschule im Westen der Gemeinde vorzuschlagen. Die Gemeindevertretung akzeptierte den Vorschlag am 19. November 1894.

Blick auf das Gebäude
Treppenhaus im zweiten Stock
Gang im zweiten Stock
Ehemalige Turnhalle
Aula

Im Februar 1895 wurden die Stellen für einen Direktor, einen wissenschaftlichen Hilfslehrer und drei Vorschullehrer ausgeschrieben. Die Wahl des Direktors fiel auf Richard Schröder, der von 1887 bis 1895 Leiter des Realgymnasiums in Naumburg (heute: Alexander-von-Humboldt-Schule Naumburg) war. Das königliche Provinzialschulkollegium gestattete den Bau eines Schulhauses mit Direktorvilla und Nebengebäuden sowie den Bau einer Turnhalle und eines Spielplatzes. Am 2. Juli 1895 startete die Gemeindevertretung einen Wettbewerb um die Errichtung eines Schulgebäudes mit 12 Klassenräumen sowie einer Aula. Als Bauplatz wurde ein Grundstück an der Ecke Ringstraße/Straße IX (Ringstraße/Hindenburgdamm) am Rande der ehemaligen Lichterfelder Dorfaue ausgewählt. Die Baukosten von 225.000 Mark durften nicht überschritten werden und ein Erweiterungsbau musste sich leicht anschließen lassen, da man durch stetiges wachsen der Gemeinde eine baldige Aufstockung der Schule nicht ausschließen konnte. Bis zum 6. August 1895 gingen insgesamt 22 Entwürfe ein. Daraufhin gab es ein Gutachten, welches die Entwürfe der Architekten Heinrich Theising und Reinhold Richard Hintz als die Besten einschätzte. Beide Architekten bekamen die Hälfte des ausgeschriebenen Preises von 1500 Mark.
Am 1. Oktober 1895 beschloss die Gemeindevertretung sowie Schul- und Baukommission, nach dem Entwurf von Heinrich Theising zu bauen, allerdings fragten sie vorher bei ihm an, wann das Gebäude fertiggestellt sein wird. Theising antwortete am 7. Oktober 1895, dass er sich dazu verpflichte, das Bauvorhaben am 20. September 1896 fertiggestellt zu haben. Am 19. Dezember erteilte das königliche Provinzialschulkollegium seine Genehmigung.

### Realschule zu Groß-Lichterfelde (1896 bis 1930)

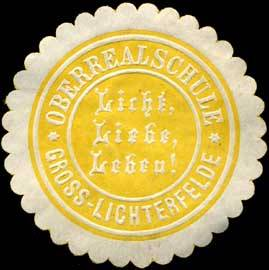
Siegelmarke der Oberrealschule zu Groß-Lichterfelde

Die Schule wurde zunächst als Realschule zu Groß-Lichterfelde gegründet und war zuerst eine reine Jungenschule. Gegenstück dazu war das Lyzeum und Oberlyzeum der Gemeinde Berlin-Lichterfelde, welches heute den Namen Goethe-Gymnasium trägt. Abhängig von der Stufe des Schülers musste ein Schulgeld bezahlt werden. Das Schulgeld betrug 1896 für jeden Vorschüler 100 Mark pro Vierteljahr; für jeden Realschüler aus der Gemeinde 80 Mark und für jeden auswärtigen Realschüler 100 Mark pro Vierteljahr. Die Schulordnung besagte, dass neue Schüler nur zu Ostern oder um den Michaelistag aufgenommen werden. Die Schüler mussten dem Direktor zuvor vorgestellt werden und es mussten Dokumente wie die Geburtsurkunde, der Taufschein, der Impfpass und mögliche frühere Abgangszeugnisse vorgelegte werden. Bei einem Abgang von der Schule musste der Vater oder ein Stellvertreter des Vaters noch vor Ende des Schuljahres eine schriftliche Bestätigung aushändigen. Ansonsten musste das Schulgeld ein weiteres Vierteljahr gezahlt werden. Das Ausgangszeugnis wurde nur ausgestellt, wenn das Schulgeld vollständig bezahlt wurde. Neben Deutsch wurden als zusätzliche Fremdsprachen auch Englisch und Französisch unterrichtet. Im ersten Jahr nutzte die Schule zuerst noch das Gebäude der 2. Gemeindeschule in der Dürerstraße mit, allerdings konnte die Schule Ende 1896 das neue Schulgebäude in der Ringstraße beziehen.

„Der Direktor hielt an die um 10 1/2 Uhr auf dem Hofe versammelten Schüler eine Ansprache, worin er das gute Einvernehmen hervorhob, in welchen beide Schulen 1 1/2 Jahre hindurch zusammen gelebt hatten. Sein Dank gelte den Schülern und Schülerinnen, den Lehrerinnen und Lehrern und besonders dem Leiter der 2. Gemeindeschule, Herrn Rektor Hillger, für das Entgegenkommen, welches die junge Anstalt von seiten der Gemeindeschule und ihrer Angehörigen stets gefunden. An den Ausdruck der Hoffnung, daß auch in Zukunft diese freundschaftliche Bande sich nicht lockern werden, schloß der Redner die Aufforderung an die Realschüler und ihre Lehrer, der 2. Gemeindeschule ein dreifaches Hoch zu bringen. Herr Rektor Hillger dankte in herzlichen Worten der Anerkennung für die Lehrer und Zöglinge der Realschule und brachte ein Hoch auf die fernere günstige Entwicklung der Realschule aus. Nunmehr setzte sich unter Vorantritt des neugebildeten Trommler- und Pfeiferkorps der gesamte Coetus in Bewegung und zog unter den Klängen des Torgauer Marsches vor das prächtige neue Realschulgebäude in der Ringstraße. Der Direktor gab den Knaben bekannt, daß sie sich am 13. Oktober hier versammeln sollen und ließ alsdann die Gemeinde Groß-Lichterfelde hochleben, welche das herrliche Heim gegründet habe. Er teilte zugleich mit, daß die Einweihungsfeier erst später stattfinden werden, wenn alles in der neuen Ordnung eingerichtet sei.“

Im Jahr 1896 besuchten zunächst 76 Schüler die Schule, im Jahr 1897 verdoppelte sich die Zahl auf 153. In den Folgejahren stieg die Schülerzahl aufgrund der Einrichtung von neuen Jahrgangsstufen. Nachdem im Schuljahr 1897/1898 die erste Quarta eingerichtet wurde, stieg die Schülerzahl weiter auf 246. 1898 wurde die erste Tertia eröffnet, die Schülerzahl stieg auf 289. 1899 besuchten 355 Schüler die Schule. Im Schuljahr 1900/1901 wurde die erste Reifeprüfung abgelegt. Im Jahr 1902 wurde die Einrichtung einer Obersekundareife genehmigt. Im gleichen Jahr wurde ein Erweiterungsbau mit drei weiteren Räumen fertiggestellt.
Die erste Ruderriege der Schule wurde im Jahr 1910 von dem Oberlehrer Wüllenweber aufgestellt. Genutzt wurden zuerst zwei schuleigene Boote, die Preußen (Baujahr 1911) und die Kurbrandenburg (1913). 1925 kamen der Doppelzweier Deutschland und 1929 der Doppelvierer Friedrich Schubotz hinzu.
Die Schule fungierte seit 1896 als zweizügige Schule. Das bedeutet, dass es in jeder Stufe jeweils zwei Klassen gab. Die Schuljahre starteten allerdings nicht parallel, sondern der erste Zug startete um das Osterfest und der zweite Zug um den Michaelistag. Ab 1913 wurde dieses System langsam aufgelöst, sodass die Schuljahre später parallel starteten. 1912 trat der neue Direktor Moritz Weinberg an die Stelle des ersten Direktors Richard Schröder.
Von 1914 bis 1918 gab es, wie an den meisten anderen Schulen im Ersten Weltkrieg, die freiwillige Möglichkeit, eine Notreifeprüfung abzulegen, um früher in das Militär eintreten zu können. Ein Großteil der Schüler, hauptsächlich aus den oberen Klassen, nutzte diese Gelegenheit. Im Laufe des Schuljahres 1914/1915 verminderte sich die Zahl der Schüler von 460 auf 408. Während des Krieges meldeten sich insgesamt 97 Schüler und rund die Hälfte des Lehrerkollegiums freiwillig beim Heer. Es sind etwa 90 Schüler dokumentiert, die während des Ersten Weltkriegs in Kampfhandlungen zu Tode kamen. Außerdem fiel der Oberlehrer Ludwig Fuhrmann. In den letzten Monaten des Krieges und in den Nachkriegsjahren kam es immer wieder zu Krankheiten und Mangelernährung. Es sind 73 Schüler dokumentiert, die in den Folgejahren des Krieges ärztlich bescheinigten Erholungsurlaub nahmen. Die Schülerzahl sank in den Nachkriegsjahren von 630 im Jahr 1920 auf unter 500 im Jahr 1929. Die Räumlichkeiten des heutigen Lilienthal-Gymnasiums, des im Zweiten Weltkrieg zerstörten Schillergymnasiums, der heutigen Clemens-Brentano-Grundschule und zwei weiteren wurden gegen Ende des Krieges im Jahr 1918 als Massenunterkünfte für heimkehrende Soldaten genutzt. Das hatte zur Folge, dass der Unterricht erheblich eingeschränkt wurde. Die Schüler der damaligen Oberrealschule wurden im Zeitraum von Dezember 1918 bis Februar 1919 an drei Tagen in der Woche in den Räumlichkeiten des Realgymnasiums unterrichtet.
Im Jahr 1920 wurde die Schule aufgrund der Eingemeindung von Groß-Lichterfelde nach Berlin zur Oberrealschule in Berlin-Lichterfelde. Am 2. September 1921 wurde die Gedächtnistafel für die im Ersten Weltkrieg gefallenen Schüler und Lehrer enthüllt. Im Schuljahr 1928/1929 wurde Englisch zur ersten Fremdsprache und Französisch zur zweiten Fremdsprache.

### Hindenburg-Oberrealschule (1930 bis 1938)

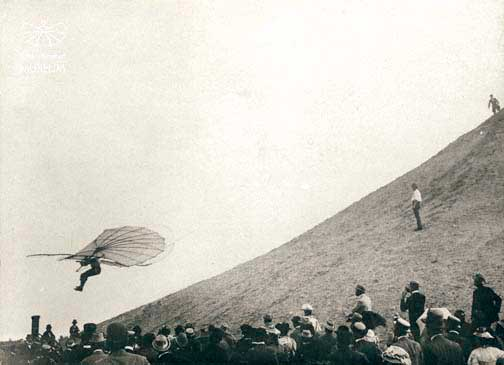
Otto Lilienthal bei einem Flug mit dem Normalsegelapparat vom Fliegeberg Lichterfelde

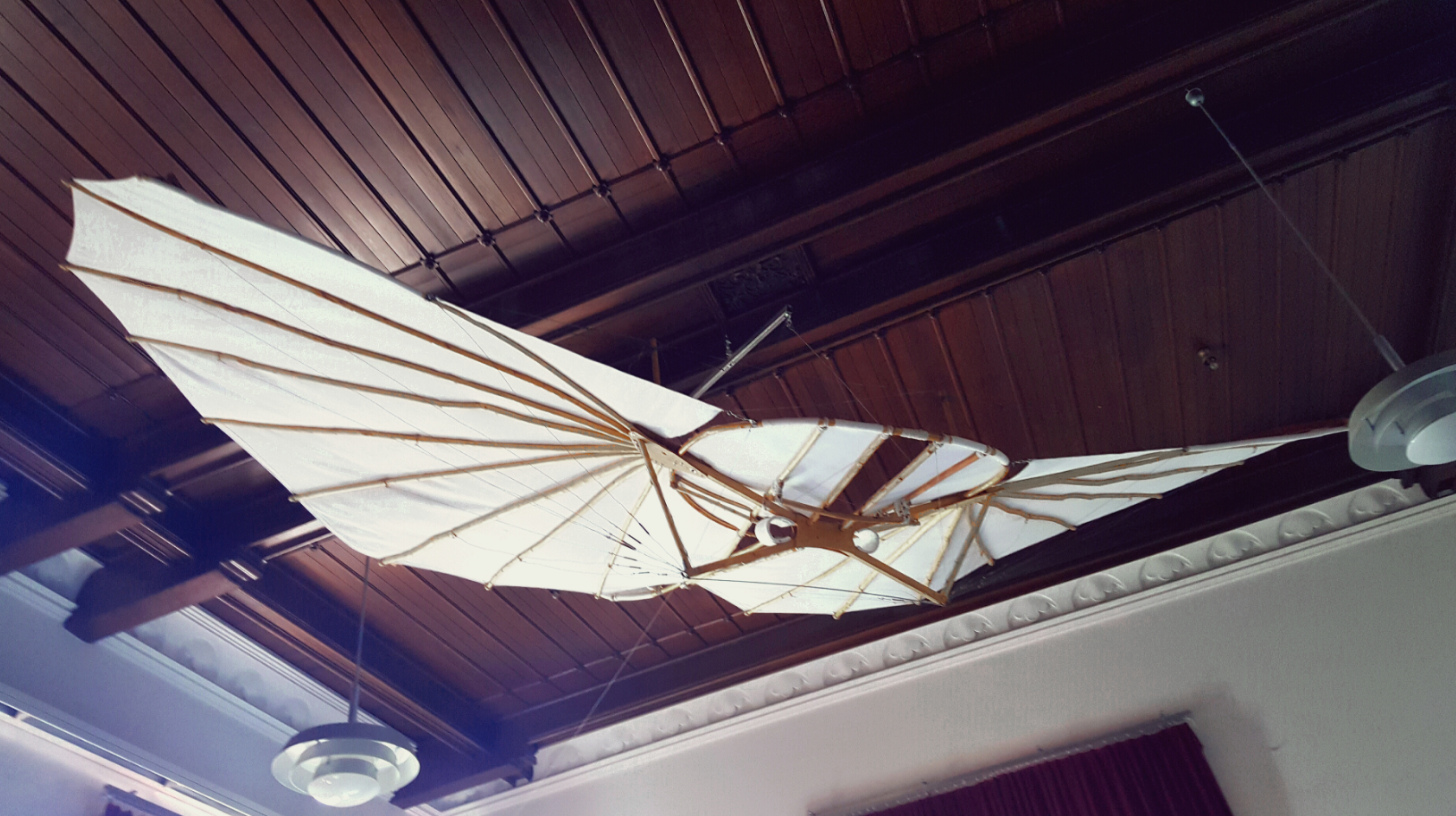
Nachbau des Normalsegelapparats in der Aula des Gebäudes

Die erneute Umbenennung der Schule gab der Direktor Moritz Weinberg am Verfassungstag des Jahres 1930 bekannt. Zu Ehren des damaligen Reichspräsidenten Paul von Hindenburg wurde die Schule in Hindenburg-Oberrealschule umbenannt. Die Schule hatte zu dieser Zeit einen massiven Rückgang der Schülerzahlen, sodass es nötig wurde, einige Klassen zusammenzulegen. Kurze Zeit später wurde der erste Elternbeirat und die erste Schülerselbstverwaltung gegründet, die der heute üblichen Schülervertretung ähnelt. Zu den Aufgaben dieser Vertretung zählte hauptsächlich das Planen von Festen, Veranstaltungen und Feierlichkeiten.
Der langjährige Direktor Moritz Weinberg trat im März 1933 in den Ruhestand, die Entlassungsfeier fand am 31. März 1933 statt. Danach wurde die Leitung der Schule zuerst an den Oberstudienrat Erich Leick übertragen, der allerdings aufgrund einer Krankheit das Amt an den Lehrer Wilhelm Bahrdt abgeben musste. Letztlich wurde durch Verfügung vom 17. November 1933 die kommissarische Leitung an den Studienrat Haintz übergeben. Die Stelle des Direktors wurde nach der Machtübernahme durch die Nationalsozialisten am 18. August 1935 an den Oberstudiendirektor Franz Braun vergeben, der zuvor eine Schule in Lauenburg in Pommern leitete. Die Zahl der Schüler blieb zu dieser Zeit konstant. Im Schuljahr 1936/37 wurden 432 Schüler in 15 Klassen unterrichtet, im Schuljahr 1937/38 447 Schüler in 16 Klassen und im Schuljahr 1938/1939 418 Schüler in 15 Klassen. Der neue Direktor erhielt vom Ministerium den Auftrag, unter den Schülern das Interesse für die Luftfahrt zu wecken. So wurden zuerst freiwillige Unterrichtsstunden im Flugzeugmodellbau und später auch Luftfahrtlehrgänge und Flugzeugmodellbau als Pflichtfächer erteilt.
Im Jahr 1938 begannen einige Lehrer mit dem Nachbau des berühmten Normalsegelapparats von Otto Lilienthal. Der Nachbau des Gleiters wurde in der Aula der Schule aufgehängt. Im Laufe der Zeit wurde der Nachbau beschädigt, sodass er später entfernt werden musste. Seit 2016 hängt ein neuer Nachbau des Gleiters in der Aula des Gebäudes.

### Lilienthal-Oberschule für Jungen (1938 bis 1951)
Am 13. Juni 1938 wurde die Schule feierlich in Lilienthal-Oberschule für Jungen umbenannt. Namensgebend war hierfür der deutsche Luftfahrtpionier Otto Lilienthal. Am Tag darauf fand ein großes Sommerfest im Bäkepark statt. Innerhalb eines Jahres stieg die Schülerzahl um 100. Zu Beginn des Zweiten Weltkrieges wurden vier Lehrer und der Direktor sofort zum Wehrdienst einberufen. Der Direktor Franz Braun verunglückte in der Nacht vom 7. auf den 8. Oktober 1939 tödlich. Daraufhin wurde Rudolf Kiekeben kommissarischer Leiter der Schule.
Während des Zweiten Weltkriegs wurde die Schule kaum zerstört. Lediglich die Turnhalle der Schule brannte ab, nachdem sie wahrscheinlich von einer Bombe getroffen worden war. In den letzten Tagen des Krieges diente das Gebäude unter anderem als Arbeitsstelle des Kriegssachschädenamtes und als Hilfslazarett für verwundete Soldaten des Volkssturms, aber auch für im Kampf verwundete Schüler. Die Schüler der Schule wurden größtenteils, sofern sie nicht selber als Soldaten eingesetzt wurden, in die Vororte Berlins evakuiert. Es sind etwa 60 Lehrer und Schüler dokumentiert, die zwischen 1939 und 1945 in Kampfhandlungen starben. Ende Mai/Anfang Juni 1945 wurden die Eltern der Schüler, welche sich größtenteils noch in Berlin befanden, dazu aufgefordert, die Schüler in der Schule wieder anzumelden. Am Montag, dem 4. Juni 1945 konnte der Unterrichtsbetrieb wiederaufgenommen werden. Das ehemalige Lichterfelder Realgymnasium wurde mit der Lilienthal-Schule vereint. Der Sportunterricht fand in der Turnhalle im Tietzenweg statt. Zunächst besuchten 57 Schüler die Schule und das Kollegium bestand aus 10 Personen. Zu Beginn des Schuljahres stieg die Zahl der Schüler auf 316, im Oktober 1945 besuchten 404 Schüler die Schule und im Februar 1946 450 Schüler. Der erste Schulleiter wurde der Berliner Landespolitiker Kurt Landsberg, der vor dem Krieg Leiter einer jüdischen Schule war und seit 1940 nicht mehr den Beruf des Lehrers ausüben durfte. Von Juli 1946 bis Juli 1951 war Walter S. Muchall Leiter der Schule. 1950 wurde die Schule in Lilienthal-Oberschule (Gymnasium) umbenannt.
Die Jugend befand sich in den Jahren ab 1945, beeinflusst durch mangelhafte Ernährung, Verletzungen und seelische Unruhen in einer schlechten körperlichen Verfassung. Zudem waren ein Großteil der Sportanlagen zerstört und es gab einen Mangel an Sportbekleidung, Bällen und Turngeräten. Durch einen Beschluss des Kontrollrats wurde festgelegt, dass an den Berliner Schulen der Sportunterricht zweistündig erteilt werden sollte. Mit Hilfe der Schüler konnten behelfsmäßige Ausrüstung für den Sportunterricht beschafft werden. Bis 1949 wurden keine schulübergreifenden Wettkämpfe veranstaltet. Erstmals wurde 1949 ein Handballturnier für die Schulen West-Berlins veranstaltet. Ab 1951 nahm die Lilienthal-Schule außerdem an Fußballturnieren und an Leichtathletik-Wettkämpfen teil. Die ersten Mädchen-Wettspiele fanden 1956 statt.
Auch die 1910 aufgestellte Ruderriege der Schule litt unter den Folgen des Zweiten Weltkriegs. Die schuleigenen Boote wurden von im Bootshaus untergebrachten Flüchtlingen als Brennholz verwendet und stark beschädigt. Zudem blien der Große Wannsee zunächst für den Wassersport gesperrt. 1948 wurde der Ruderbetrieb wiederaufgenommen. 1950 wurde der schuleigene Doppelvierer Friedrich Schubotz (Namensgeber war ein ehemaliger Lehrer) wiederhergestellt. Später wurde zudem der Doppelskuller Deutschland wiederhergestellt und ein weiter gekauft und mit dem Namen „Lilienthal“ getauft. Im Jahr 1955 zählte die Ruderriege 35 Mitglieder. Der Rudersport war nach dem Zweiten Weltkrieg eine gute Ergänzung zum mangelhaften und eingeschränkten Schulsport.

### Lilienthal-Gymnasium (seit 1951)

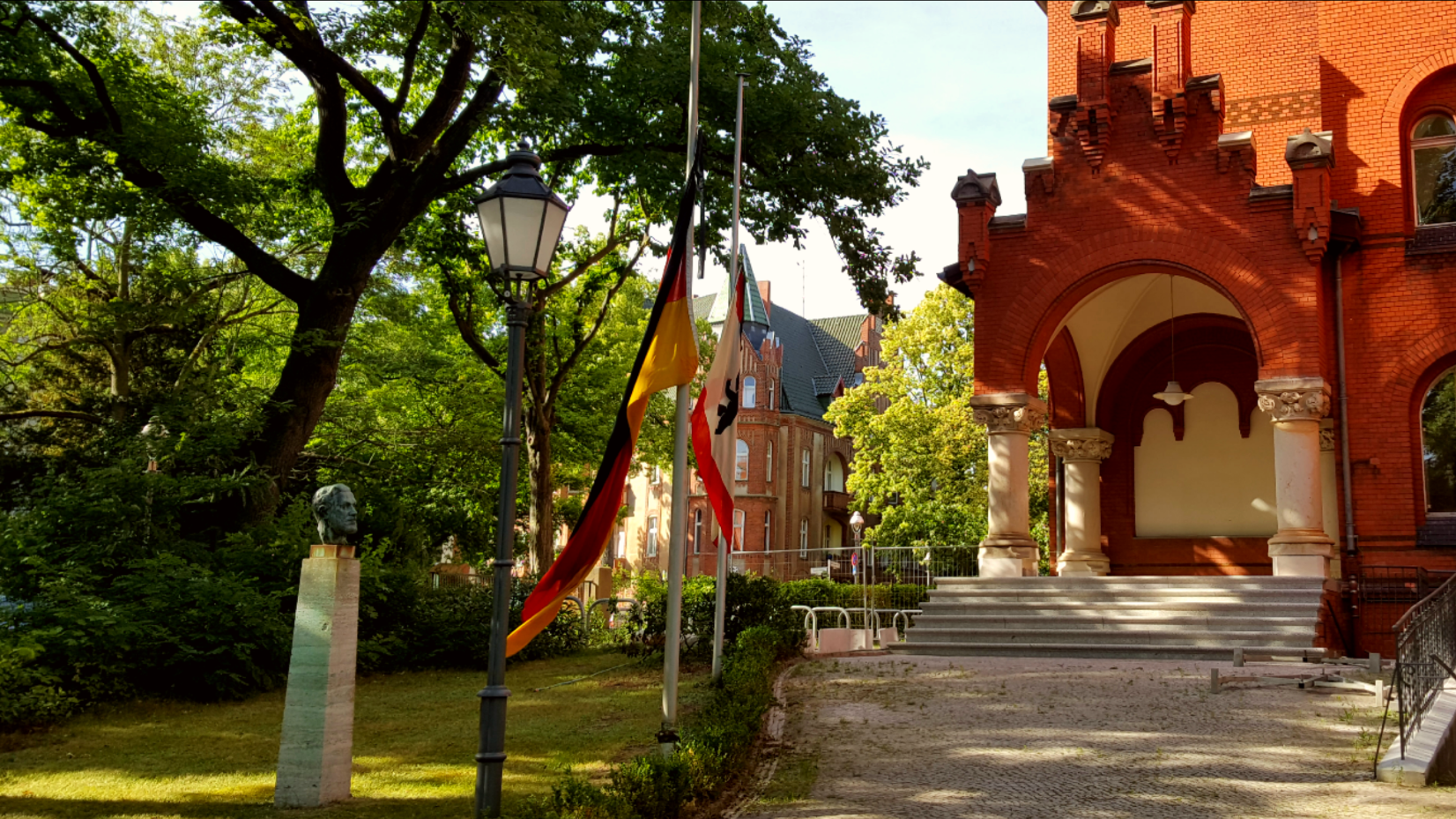
Haupteingang des Lilienthal-Gymnasiums (Juni 2017) – Das Eingangsportal wurde nach Sperrung im Jahr 2015 nach historischem Vorbild saniert.

Ab 1951 wurden im Rahmen der Koedukation in Deutschland auch Mädchen aufgenommen. Vor der Schule steht seit dem 60. Jubiläum der Schule im Jahre 1956 eine von Olaf Lemke geschaffene bronzene Büste Otto Lilienthals, die ursprünglich 1932 am Fuße des Fliegeberges aufgestellt worden war. Seit 1980 steht das Gebäude der Schule unter Denkmalschutz. Ende der 1960er Jahre wurde die Turnhalle der Schule erbaut, 1985 wurde der Erweiterungsbau fertiggestellt.
Die Turnhalle erlangte im Dezember 2014 Medienpräsenz, weil die Zustände der Schule bezüglich mangelnder Renovierungen und Säuberungen den Sportunterricht stark erschwerten und teilweise sogar unmöglich machten. Einige Klassen mussten ihren Sportunterricht in benachbarte Schulen verlegen. Kurz darauf fand eine Schülerdemonstration im Bezirk Steglitz-Zehlendorf statt, die sich gegen den Sanierungsstau richtete und von Schülern des Lilienthal-Gymnasiums mitorganisiert wurde. Daraufhin wurde Ende 2016 mit der Renovierung der Umkleidekabinen und der Sanitäranlagen begonnen. Während dieser Zeit blieb die Sporthalle vollständig gesperrt. Die Arbeiten wurden zu Beginn des Jahres 2017 fertiggestellt.
Weitere bauliche Mängel zeigten sich außerdem in den Klassenräumen. In zahlreichen Klassenräumen sind in der Vergangenheit gesundheitsschädliche Deckenplatten verbaut worden. Im Jahr 2015 sind diese Mängel behoben worden, wobei es allerdings zu erheblichen Verzögerungen und Einschränkungen des Unterrichts kam. Im April 2015 wurde zudem der Haupteingang der Schule aufgrund von Einsturzgefahr gesperrt. Die denkmalschutzgerechte Sanierung des Eingangs wurde im September 2016 begonnen und im Juli 2017 fertiggestellt. Die Kosten betrugen rund 280.000 Euro.
Zu erheblichen Verzögerungen kam es auch bei der Modernisierung der Biologieräume. Nachdem bereits 2006 ein Antrag für die Modernisierung der Biologieräume gestellt worden war, wurde mit der Sanierung erst im Sommer 2014 begonnen. Dabei wurde der Unterricht teilweise eingeschränkt.
Im Mai 2016 nahm das Lilienthal-Gymnasium aufgrund der Flüchtlingskrise in Europa seit 2014 einige Flüchtlinge in einer speziellen Willkommensklasse auf.
Da das 125-jährige Bestehen der Schule im Jahr 2021 aufgrund der Corona-Pandemie nicht größer gefeiert werden konnte, entschied man sich, „125 + 1 Jahre Lilienthal-Gymnasium“ im Jahr 2022 zu feiern. Am 5. Juli 2022 fand das Jubiläums-Sommerfest mit Festreden der Senatorin für Bildung, Jugend und Familie Astrid-Sabine Busse sowie der Bezirksbürgermeisterin von Steglitz-Zehlendorf Maren Schellenberg statt. Zudem erschien zu dem Anlass die Festschrift „125 + 1 Jahre Lilienthal-Gymnasium“.

## Architektur und Gelände

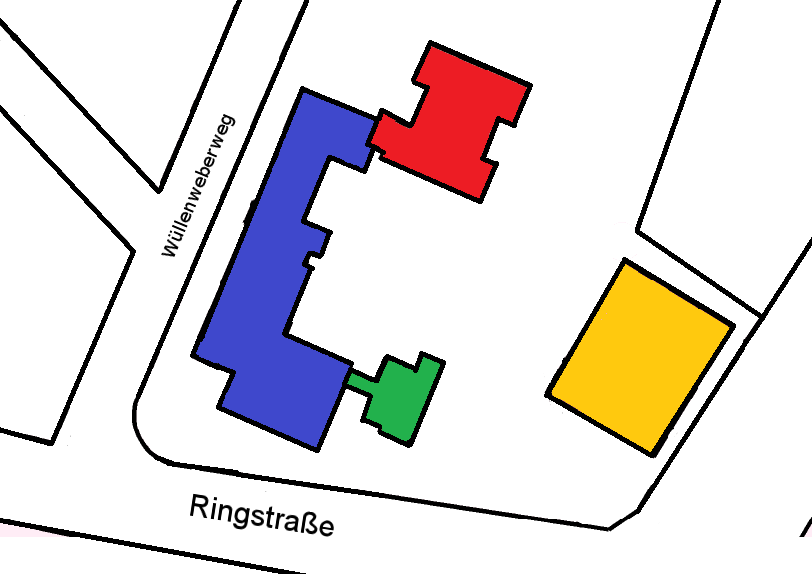
Gebäudeplan des Lilienthal-Gymnasiums
Blau = Altbau
Rot = Neubau
Grün = Ehemalige Direktorenvilla
Gelb = Turnhalle

### Gelände
Das Grundstück wird begrenzt durch Wohnhäuser am Tietzenweg im Norden, durch den Hindenburgdamm im Osten, durch die Ringstraße im Süden und durch den Wüllenweberweg im Westen. Das etwa 11.000 Quadratmeter umfassende Grundstück enthält das Gebäude, ein Fußball- und ein Basketballfeld, eine 100-Meter-Laufbahn sowie eine Turnhalle. Zur Ausstattung des Hofes gehören zudem Tischtennisplatten, eine Medienzone sowie einige Sitzgelegenheiten und das sog. „Grüne Klassenzimmer“.

### Gebäudeteile
Zu dem Altbau gehören der von 1895 bis 1896 errichtete Hauptteil sowie der 60 Meter lange, zahlreich erweiterte Seitenflügel. Den Hauptteil des Gebäudes erreicht man über den Hauptzugang an der Ringstraße. Den Seitenflügel des Altbaus erreicht man über einen Zugang am Wüllenweberweg. An den Hauptteil ebenfalls angeschlossen ist die ehemalige Direktorenvilla, die heute Unterrichtsräume und die schuleigene Bibliothek enthält. Der in den 1980er Jahren errichtete Neubau ähnelt vom äußeren Erscheinungsbild dem Altbau und ist direkt mit diesem verbunden. Der Neubau enthält Klassenräume sowie Fachräume für Chemie, Physik, Musik und Kunst. Vom Gebäude unabhängig ist die Ende der 1960er-Jahre errichtete Turnhalle der Schule. Sie befindet sich auf der gegenüberliegenden Seite des Schulhofes am Hindenburgdamm und wurde von 2016 bis 2019 saniert. Des Weiteren plant der Bezirk, den Neubau abzureißen und neu zu bauen, um dem Funktionswandel entgegenzukommen.

### Innenbereich
Man erreicht den Hauptteil über die Treppen zum Haupteingang in der Ringstraße. Zuerst gelangt man in die Eingangshalle. Von dort aus geht ein Gang zu einigen Verwaltungsräumen im Hauptteil und ein Gang in den Seitenflügel vorbei an der schuleigenen Cafeteria und dem Oberstufenraum zu weiteren Unterrichtsräumen. Im ersten Obergeschoss befindet sich im Treppenhaus des Hauptteils die Gedächtnistafel für die im Ersten Weltkrieg gefallenen Schüler und Lehrer. Ein Gang führt zu Verwaltungs- und Unterrichtsräumen, der andere zu weiteren Unterrichtsräumen im Seitenflügel. Im zweiten Obergeschoss befindet sich ein Musikraum sowie die Aula der Schule.

## Schulleben

### Schulprofil
Seit 2003 besteht das Schulprofil Kommunikation und Medien. Zu Beginn des Schuljahres 2016/2017 wurde als Verstärkung dieses Schulprofils für die 7. Klassenstufe das zweistündige Unterrichtsfach Kommunikation, Medien und Informatik (KoMIt) eingeführt. In diesem Fach werden traditionelle und moderne Medien erklärt und auf die sozialen Medien eingegangen. Die Schule sieht es als besondere Verantwortung an, den Schülern den Umgang mit den Medien näher zu bringen. In der Mittelstufe werden außerdem profilbezogene Projekte durchgeführt.
Die erste Fremdsprache ist Englisch. Als zweite steht Französisch oder Latein zur Auswahl. Ab der 8. Klassenstufe wird außerdem noch im Rahmen des Wahlpflichtunterrichts als dritte Fremdsprache Latein (falls Französisch als zweite Fremdsprache gewählt wurde), Französisch (falls Latein als zweite Fremdsprache gewählt wurde) oder Italienisch angeboten. Es ist im Rahmen der DELF-AG möglich zusätzlich das französische Sprachdiplom DELF scolaire zu erwerben. Für alle Schüler ist es außerdem möglich das Sprachzertifikat für Nicht-Muttersprachler der University of Cambridge zu erwerben. In der Oberstufe ist es für alle Latein-Schüler möglich, das Latinum zu erwerben.
Die Schule besitzt keine typischen, wählbaren Profile, aber es können ab der 8. Klassenstufe Schwerpunktsetzungen durch Wahlpflichtfächer vorgenommen werden. Dabei berät die Schule die Schüler. Es kann zwischen fünf verschiedenen Schwerpunkten gewählt werden: MINT (Mathematik, Informatik, Naturwissenschaften, Technik); Sprachen; Kunst/Musik/Theater; GeWi (Gesellschaftswissenschaften). Die Schwerpunkte können durch die Neuwahl der Wahlpflichtfächer jedes Jahr geändert werden. Der Vorteil der Schwerpunktsetzung über die Wahlpflichtfächer liegt darin, dass der Schwerpunkt individuell geändert werden kann, ohne dafür die Klasse wechseln zu müssen.
- MINT: In der 8. Klassenstufe wird das verbindende Fach NaWi (Naturwissenschaften) angeboten. Bei der Wahl dieses Faches wird eine Verbindung aus den naturwissenschaftlichen Fächern Biologie, Chemie und Physik wöchentlich drei Stunden unterrichtet. Ab der Klassenstufe 9 werden außerdem die Fächer Wahlpflichtfächer Biologie, Physik, Chemie und Informatik angeboten. In der Klassenstufe 10 wird zusätzlich ein Wahlpflichtfach Mathematik angeboten.[3]

- Sprachen: Es gibt einen bilingualen Zug, bei dem die Englische Sprache verstärkt unterrichtet wird. Neben der pflichtmäßigen zweite Fremdsprache besteht außerdem die Möglichkeit, als dritte Fremdsprache Latein (falls Französisch als zweite Fremdsprache gewählt wurde), Französisch (falls Latein als zweite Fremdsprache gewählt wurde) oder Italienisch zu wählen. Dabei wird oft mit benachbarten Schulen kooperiert. Für die bilingualen Klassen wird außerdem eine Klassenfahrt nach Großbritannien angeboten. In der 9. und 10. Klassenstufe findet für die Italienisch-Schüler außerdem ein Schüleraustausch nach Italien statt.[3][47]

- GeWi: Ab der 8. Klassenstufe ist es möglich, das Fach Gesellschaftswissenschaften zu wählen, in welchem die Fächer Geschichte und Geographie kombiniert werden. Dieses Fach wird drei Stunden pro Woche unterrichtet. Ab der 9. Klassenstufe kommen die Fächer Politik und Gesellschaft und Geografie hinzu, welche dann einzeln wählbar sind. In der Oberstufe werden die Grundkurse Philosophie, Geschichte, Geografie und Politikwissenschaft sowie die Leistungskurse Geografie, Geschichte und Politikwissenschaft angeboten.[48]

- Kunst/Musik/Theater: In der 8. Klassenstufe wird das verbindende Fach Musik/Kunst angeboten. Dieses Fach verbindet die Fächer Kunst und Musik und wird wöchentlich drei Stunden unterrichtet. Ab der Klassenstufe 9 werden beide Fächer einzeln angeboten. In der Klassenstufe 10 sowie als Kurse in der Oberstufe wird das Fach Darstellendes Spiel angeboten. Die Kurse führen ihre Theaterstücke jährlich auf.[3][49]

- Sport: Aus dem Bereich Sport werden keine zusätzlichen Fächer angeboten. Die Schule nimmt allerdings regelmäßig an Sportwettkämpfen teil. In der Oberstufe ist es außerdem möglich, sportliche Fächer wie zum Beispiel Skaten, Rudern, Fitness oder Schwimmen als Kurse zu wählen. Die Einrichtung dieser Kurse hängt allerdings von dem Wahlverhalten der Schüler ab.[3]

Für alle Schüler verpflichtend ist ein Betriebspraktikum, welches in der Klassenstufe 9 durchgeführt wird. Die Schüler und Eltern dürfen dabei den Ort des Praktikums frei wählen. Das Praktikum wird zuvor bereits in der 8. Klassenstufe vorbereitet.

### Gremien
Zu Beginn des Schuljahres werden in jeder Klasse jeweils zwei Klassensprecher und in den Jahrgängen der Oberstufe (11. und 12. Jahrgangsstufe) jeweils acht Jahrgangssprecher gewählt. Gemeinsam bilden die gewählten Vertreter die Schülervertretung (kurz: SV). Die SV vertritt die Schülerschaft und setzt sich für schulinterne Interessen und Projekte ein.
Neben der Schülervertretung besteht außerdem eine Gesamtelternvertretung (GEV). Die Elternvertreter werden wie die Klassensprecher in den einzelnen Klassen gewählt. Die Elternvertretung ist zuständig für den Austausch mit dem Schulpersonal, aber auch für die Planung, Konfliktbewältigung und Organisation.
Die SV, die GEV und ausgewählte Lehrer (darunter auch üblicherweise die Schulleitung) bilden gemeinsam die Schulkonferenz, das höchste Entscheidungsgremium der Schule. Jede der drei Parteien in der Schulkonferenz haben dieselbe, festgelegte Anzahl an Mitgliedern. Es sind alle Mitglieder stimmberechtigt. Bei den regelmäßigen Treffen wird über die Zukunft der Schule diskutiert, über den Finanzhaushalt der Schule entschieden, über Regeländerungen abgestimmt und weitere organisatorische Fragen geklärt.

### Ausstattung
Die Schule ist mit zahlreichen Klassenräumen und Fachräumen ausgestattet. Für den Physikunterricht gibt es insgesamt drei Räume. Davon werden zwei Räume zur Übung mit 33 Arbeitsplätzen und ein Raum als Hörsaal mit ebenfalls 33 Arbeitsplätzen genutzt. Für den Biologieunterricht gibt es ebenfalls drei Räume, wovon alle zur Übung konzipiert sind. In zwei der drei Räume gibt es 33 Arbeitsplätze, in einem gibt es 20 Arbeitsplätze. Die Räume wurden im Jahr 2014 modernisiert. Für den Fachbereich Chemie gibt es ebenfalls drei Räume: zwei Übungsräume mit 24 Arbeitsplätzen und einen Hörsaal mit 33 Arbeitsplätzen. In dem musikalisch-künstlerischen Bereich gibt es vier Räume, zwei Musikräume und drei Kunsträume mit jeweils 33 Arbeitsplätzen. In der ehemaligen Direktorenvilla liegen drei Geografieräume, die ebenfalls für andere Fächer genutzt werden. Außerdem gibt es drei Computerräume mit jeweils 16 Arbeitsplätzen. In Folge der anstehenden Erneuerung des Neubaus werden vorübergehend viele Räume bspw. sämtliche Kunsträume verloren gehen. Ein Großteil der Räume ist mit sogenannten Interaktiven Whiteboards (auch bekannt unter Markennamen wie Smartboard) ausgestattet.

### Arbeitsgemeinschaften
Die Schule bietet ein breites Spektrum an Arbeitsgemeinschaften, die nach der regulären Unterrichtszeit wahrgenommen werden können. Zu diesen Arbeitsgemeinschaften zählen unter anderem die Schülerzeitung FlugBlatt, eine Schulband, eine Musical-AG, eine Song-AG, eine Bühnentechnik-AG und eine Ruderriege.
Die Lili-Lotsen sind eine AG, die Flüchtlinge der Willkommensklassen betreuen, die seit 2016 an der Schule aufgenommen werden.
Seit 2014 gibt es die Debating-AG, in der für eine Diskussion wichtige sprachliche Grundlagen in Englisch und Inhalte vermittelt werden. Die Schüler der AG nehmen an jährlichen Debattier-Wettbewerben teil.

### Veranstaltungen
Die folgende Liste führt eine Reihe von Veranstaltungen auf, die seit vielen Jahren an der Schule stattfinden:
- Musikabende
- Sommerfeste
- Tag der offenen Tür
- jährliche Theateraufführungen der Wahlpflichtkurse Darstellendes Spiel

### Lehrer- und Schülerzahl
Im Schuljahr 2017/2018 besuchten 708 Schüler die Schule. Davon besaßen 50 Schüler (7 %) nicht die deutsche Staatsangehörigkeit und 110 Schüler (15,5 %) waren nichtdeutscher Herkunftssprache. 662 Schüler hatten ihren Wohnsitz im Bezirk Steglitz-Zehlendorf, weitere 31 in den angrenzenden Bezirken Spandau, Tempelhof-Schöneberg und Charlottenburg-Wilmersdorf. Neun Schüler hatten ihren Wohnsitz in anderen Bezirken Berlins und sechs Schüler außerhalb Berlins. Unter den insgesamt 708 Schülern waren 379 Schüler (54 %) weiblich und 329 Schüler (46 %) männlich. Vom Schuljahr 2001/2002 bis zum Schuljahr 2016/2017 stieg die Gesamtzahl der Schüler weiter an.
Im Schuljahr 2017/2018 waren insgesamt 75 Lehrkräfte an der Schule angestellt. Davon waren 68 % weiblich und 32 % männlich. Von den 75 Lehrkräften waren zwölf Studienreferendare und Anwärter für das Lehramt.
| Schuljahr | Lehrer | Schüler |
| --------- | ------ | ------- |
| 2001/2002 |        | 606     |
| 2002/2003 |        | 609     |
| 2003/2004 | 59     | 616     |
| 2004/2005 | 54     | 643     |
| 2005/2006 | 61     | 644     |
| 2006/2007 | 58     | 629     |
| 2007/2008 | 59     | 672     |
| 2008/2009 | 52     | 708     |
| 2009/2010 | 54     | 741     |
| 2010/2011 | 63     | 762     |
| 2011/2012 | 71     | 765     |
| 2012/2013 | 73     | 729     |
| 2013/2014 | 69     | 719     |
| 2014/2015 | 75     | 701     |
| 2015/2016 | 74     | 723     |
| 2016/2017 | 74     | 731     |
| 2017/2018 | 75     | 708     |
| 2018/2019 | 69     | 715     |
| 2019/2020 | 67     | 702     |
| 2020/2021 | 70     | 712     |
| 2021/2022 | 63     | 720     |

Quelle: Schulverzeichnis Berliner Schulen

### Schülerzahl (historisch)
Die nachfolgende Liste zeigt die historischen Schülerzahlen seit Gründung der Schule. Zu beachten ist, dass von 1896 bis zur langsamen Auflösung dieses Systems im Jahr 1913 ein Schuljahr um Ostern und eines um den Michaelistag begann. Das heißt, die Schülerzahl änderte sich mehrmals pro Jahr.
| - 02.1896: 76 - 02.1897: 153 - 1898: 289 - 01.1900: 359 - 09.1901: 389 - 1904: 533 - 1905: 619 - 1905/1906: 659 - 1906/1907: 637 - 1907/1908: 639 - 1908/1909: 619 - 1909/1910: 568 - 1910/1911: 596 - 1911/1912: 555 - 1914/1915: 460 (nach Beginn des Ersten Weltkriegs: 408) - 1917: 547 (davon 519 evangelisch; 19 katholisch; 7 jüdisch) - 1920: 630 - 1921/1922: 628 | - 1924/1925: 560 - 1925/1926: 544 - 1926/1927: 540 - 1927/1928: 547 - 1928/1929: 505 - 1929/1930: 497 - 1930/1931: 494 - 1932/1933: 449 - 1933/1934: 441 - 1936/1937: 432 - 1937/1938: 447 - 1938/1939: 418 - 1939/1940: 518 - 06.1945: 57 - 10.1945: 404 - 02.1946: 450 |

### Ehemalige Schulleiter
- 1896–1912 Richard Schröder[11]
- 1912-03.1933 Moritz Weinberg[17]
- 03.1933 Erich Leick[20]
- 03.1933–11.1933 Wilhelm Bahrdt[21]
- 11.1933–08.1935 Haintz (kommissarisch)
- 08.1935–10.1939 Franz Braun[22]
- 10.1939–05.1945 Rudolf Kiekeben (kommissarisch)[25]
- 06.1945–07.1946 Kurt Landsberg
- 07.1946–07.1951 Walter S. Muchall
- 07.1951–1973 Erich Wurche
- 1974–1996 Freimut Fitzek
- 1996–1997 Fritsch
- vor 2005 Eberhard Ninow
- 2005–2010 Angela Drewek
- 2010–2011 Gunter Barnickel (kommissarisch)
- 2011–2018 Ingrid Sturm
- seit 2018 Thorsten Beyer

## Öffentlichkeitsarbeit

### Zusammenarbeit
Die Schule kooperiert mit der Deutschen Bahn und mit “Senior Partner in School” Berlin e. V., die in der Schule als Mediatoren tätig sind. In Kooperation mit diesen wurde auf Initiative von Alwine Bonjer als einer der ersten Schulen in Berlin ein Konfliktlotsenteam ausgebildet. In diesem Zusammenhang gelangte die Schule ins Zentrum des öffentlichen Interesses, als ein Lehrer der benachbarten Nikolaus-August-Otto-Hauptschule Morddrohungen erhielt. Die von „Senior Partner in School“ ausgebildeten Konfliktlotsen mussten ihre Ohnmacht in solch einer Lage eingestehen.

### Partnerschulen
- Das Lilienthal-Gymnasium unterhält enge Beziehungen zu den zwei weiteren Gymnasien im Ortsteil Lichterfelde, dem Goethe-Gymnasium und dem Willi-Graf-Gymnasium. Die drei Schulen kooperieren im Bereich des Wahlpflichtunterrichts und im Bereich der gymnasialen Oberstufe, was durch die kurze Distanz zwischen den Schulen deutlich begünstigt wird.[57]
- Seit 2009 unterstützt das Lilienthal-Gymnasium die Partnerschule Collège de l’amitié in Benoyé im Tschad. So werden am Lilienthal-Gymnasium jährlich Spendenaktionen durchgeführt, die der Schule im Tschad zugutekommen.[58]
- Das Lilienthal-Gymnasium unterhält außerdem eine freundschaftliche Partnerschaft mit der Liceo Scientifico Michelangelo Grigoletti in Pordenone in Italien. Mit dieser Schule wird mehrmals im Jahr ein Schüleraustausch durchgeführt.[47]

### Aufnahme von Flüchtlingen
Im Mai 2016 wurde aufgrund der Flüchtlingskrise in Deutschland ab 2015 eine Willkommensklasse für Flüchtlinge und andere Migranten gegründet. Die Schüler werden durch die AG Lili-Lotsen durch den Schulalltag begleitet. Zuvor hatte es bereits eine erfolgreiche Spendensammlung von Sachspenden für Flüchtlinge gegeben. Eine groß angelegte Spendenaktion fand im Frühjahr 2022 nach dem Einmarsch der russischen Truppen in die Ukraine statt: Gemeinsam mit den Koop-Schulen wurden knapp 100 Kisten an Sachspenden für die Binnenflüchtlinge in der Ukraine gesammelt.

### Teilnahme am elan Energieprojekt
In Kooperation mit einem Ingenieurbüro startete das Bezirksamt Steglitz-Zehlendorf 2014 das elan Energieprojekt. Ziel des Projektes ist es, den Energieverbrauch an Schulen zu minimieren. Im Jahr 2015 erhielt das Lilienthal-Gymnasium für die Teilnahme einen Preis.

## Persönlichkeiten

### Lehrer
- Otto Möller (1883–1964), Studienrat 1945–1946
- Hans Forstreuter (1890–1978), Turnlehrer um 1923
- Hugo Lichte (1891–1963), Lehrer bis 1959
- Moritz Edelmann (1891–1973), Studienassessor um 1918[63]
- Kurt Landsberg (1892–1964), Schulleiter 1945–1946
- Heinrich Drake (1903–1994), Zeichenlehrer 1945–1946
- Volkmar Denckmann (1905–1979), Studienrat 1945–1948
- Siegmund Lympasik (1920–1996), Studienassessor um 1956
- Ernst Johannes Kibelka (1921–1984), Hilfslehrer 1945[64]

### Schüler
- Friedrich Würzbach (1886–1961), Abiturient 1908
- Robert Potonié (1889–1974), Schüler
- Joachim Schröder (1891–1976), Schüler
- Friedrich Schultze-Rhonhof (1892–1951), Abiturient 1910
- Richard Sorge (1895–1944), Schüler[65]
- Alfred Kantorowicz (1899–1979), Abiturient 1919[66]
- Walter Nickel (1902–1973), Abiturient 1921
- Gerhard John (1908–1963), Abiturient
- Karl Hans Janke (1909–1988), Abiturient 1932
- Helmut Wick (1915–1940), Abiturient 1935
- Winfried von Wedel-Parlow (1918–1977), Abiturient
- Manfred Roeder (1929–2014), Abiturient 1947
- Manfred L’age (1934–2022), Abiturient 1954
- Rainer Albertz (* 1943), Abiturient 1962
- Axel Reimann (* 1951), Schüler
- Andreas Korbmacher (* 1960), Abiturient 1978
- Armin Wagner (*1968), Abiturient 1987
- Daniel Schönpflug (*1969), Abituerient 1988
- Sven-Hendrik Voß (* 1978), Abiturient 1997
- Richard Kropf (* 1979), Abiturient 1998
- Mira Thiel (* 1979), Abiturient 1998
- Franziska Drohsel (* 1980), Abiturient 1999
- Gianni Matheja (* 2005), Abiturient 2023

## Schriften
Unregelmäßig erscheinende Ankündigungsblätter der Schule:
- Lili-Post, unregelmäßig, seit 2014

Herausgegebene Festschriften:
- 1896–1956. Lilienthal-Schule. Festschrift. Berlin-Lichterfelde 1956.
- Alwine Bonjer (Hrsg.), Lilienthal-Oberschule (Berlin): Festschrift zur 100-Jahr-Feier der Lilienthal-Oberschule: Wir feiern das 101jährige Bestehen der Schule und unser 100jähriges Schulgebäude vom 16. bis 19. Oktober 1996; gleichzeitig gedenken wir der hundertsten Wiederkehr des Todestages von Otto Lilienthal. 1996.
- Lilienthal-Gymnasium Berlin, Öffentlichkeitsteam (Hrsg.): 125 + 1 Jahre Lilienthal-Gymnasium Berlin. 1896-2022. Festschrift zum Jubiläum im Jahr 2022. Redaktion: Viola Pruß, Florian Urschel-Sochaczewski, Miriam Vössing (Öffentlichkeitsteam des Lilienthal-Gymnasiums). Berlin 2022.

Jahresberichte der Oberrealschule zu Groß-Lichterfelde:
- Jahresbericht der Oberrealschule zu Groß-Lichterfelde, herausgegeben von Richard Schröder, Schuljahre 1902/03–1910/11

Jahresberichte der Realschule zu Groß-Lichterfelde:
- Jahresbericht der Realschule zu Groß-Lichterfelde, herausgegeben von Richard Schröder, Schuljahre 1895/96–1901/02